# Spiegelshaus

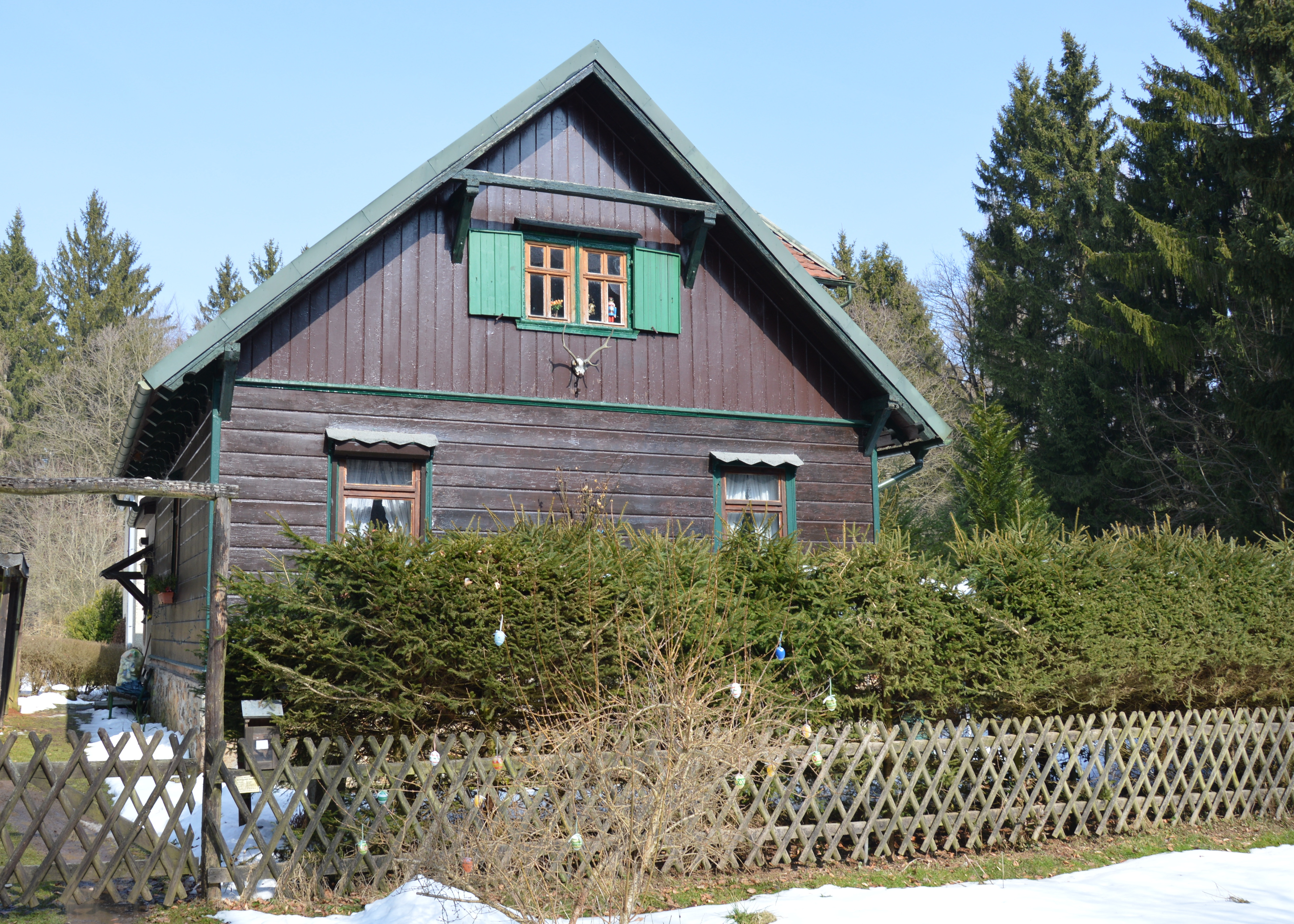
Spiegelshaus, 2018

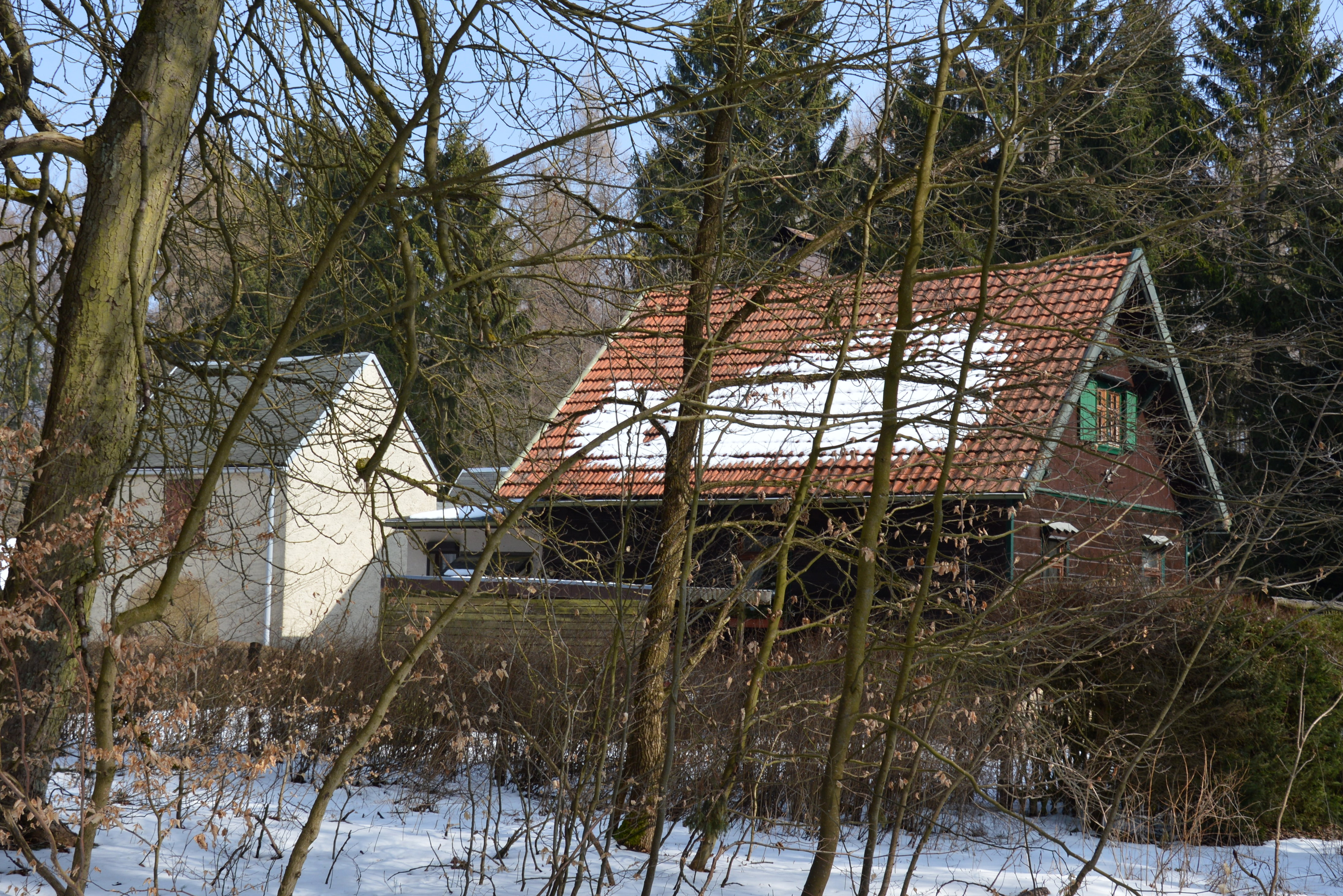
Blick von Westen

Das Spiegelshaus, auch als Spiegelhof bezeichnet, ist ein Jagdhaus in der Gemarkung Gernrodes in Sachsen-Anhalt.

## Lage
Es befindet sich in den Wäldern südlich von Gernrode im Harz auf der Nordseite des vom Sternhaus zum Bremer Teich führenden Bärwegs.

## Geschichte
1778 wurde das Spiegelshaus von Ernst Ludwig von Spiegel errichtet, auf den auch der Name des Gebäudes zurückgeht. Andere Angaben nennen als Erbauer Friedrich Albrecht von Anhalt-Bernburg, der es jedoch zu Ehren von Spiegel, der sich oft beim Fürsten zu Jagden aufgehalten hat, nach ihm benannte. Im 18. Jahrhundert oblag die Aufsicht über das Anwesen dem Wirt des etwas mehr als ein Kilometer östlich gelegenen Sternhauses. Anfang des 19. Jahrhunderts befand sich unmittelbar am Spiegelshaus eine umzäunte Wiese. Die zum Teil mit Bäumen bewachsene Fläche diente zur Durchführung von Sauhatzen. Während das Spiegelshaus zeitweise als unbewohntes Jagdhaus genannt wurde, wurde es 1843 mit einem Gebäude und vier Einwohnern geführt.